# اچ‌ام‌اس تریتون (۱۷۷۳)

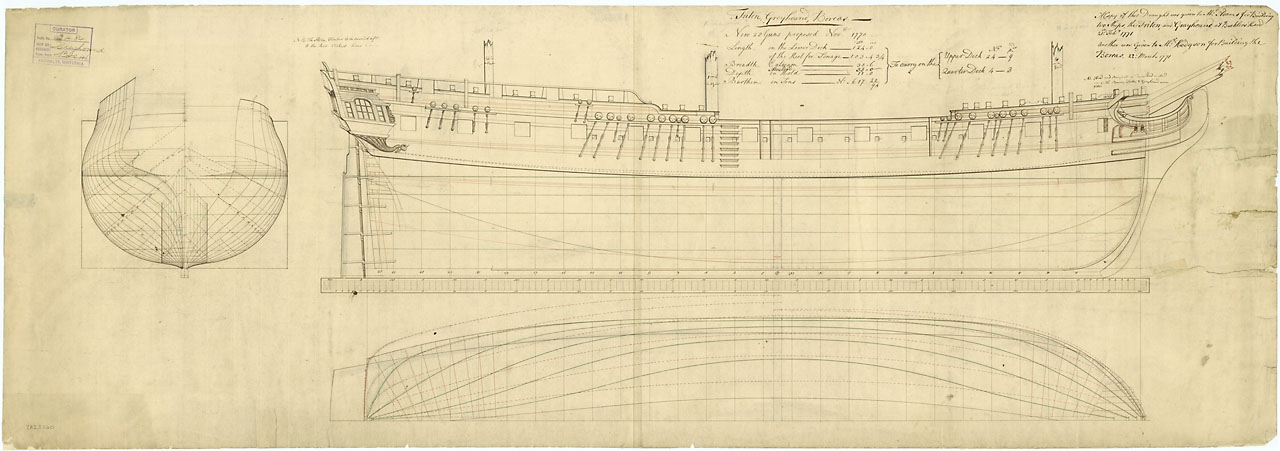
طرح اولیه کشتی تریتون

اچ‌ام‌اس تریتون (۱۷۷۳) (به انگلیسی: HMS Triton (1773)) یک کشتی بود که طول آن ۱۲۴ فوت ۱ اینچ (۳۷٫۸۲ متر) بود. این کشتی در سال ۱۷۷۳ ساخته شد.